# José Sánchez-Guerra Martínez

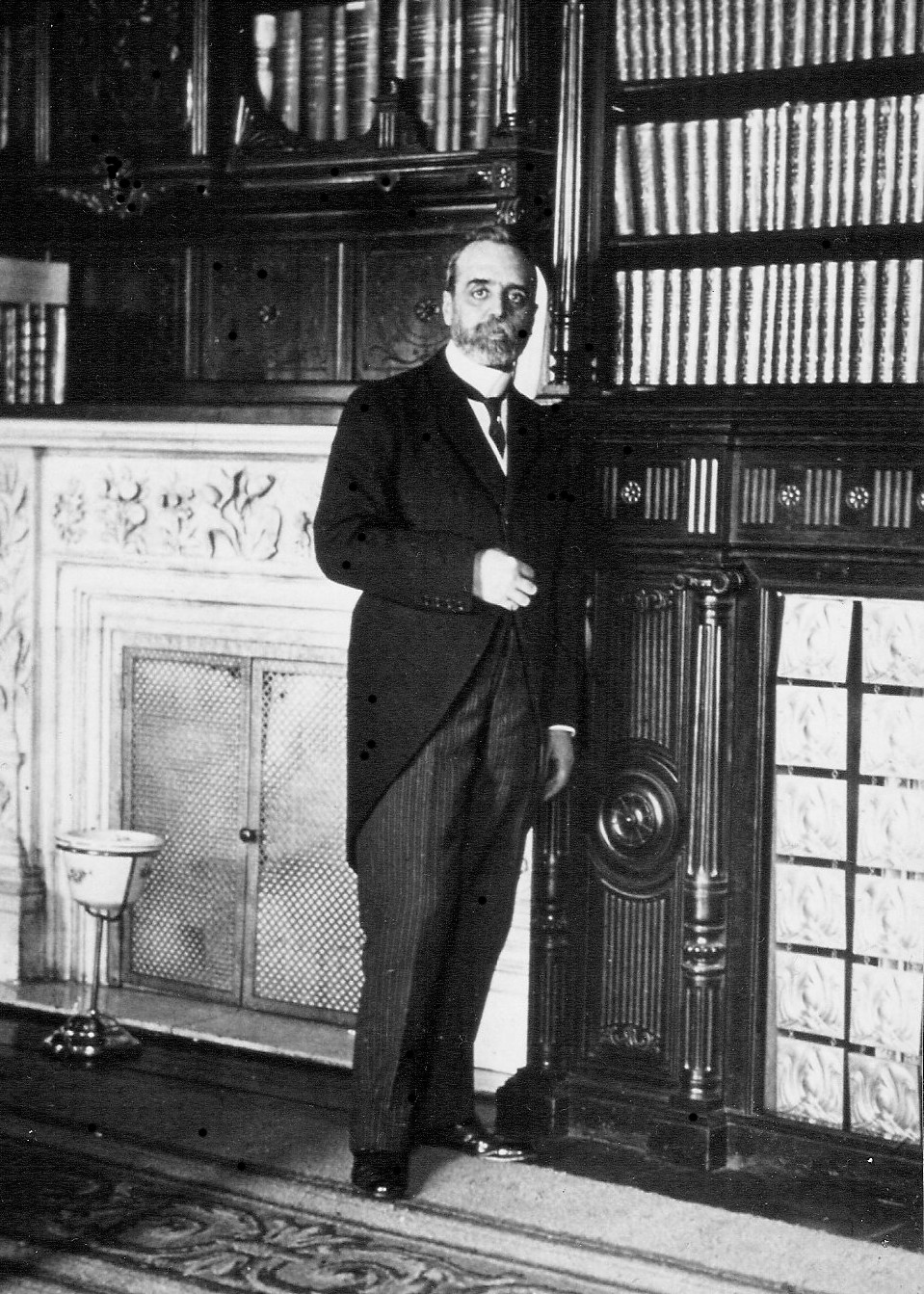
José Sánchez-Guerra Martínez

José Sánchez-Guerra Martínez (* 28. Juni 1859 in Córdoba; † 26. Januar 1935 in Madrid) war ein spanischer Politiker und Ministerpräsident Spaniens (Presidente del Gobierno).

## Biografie

### Journalist und Abgeordneter
Nach dem Studium der Rechtswissenschaften war er Journalist und als solcher 1885 Gründer und Herausgeber der Zeitung "La Iberia". 1888 war er auch Gründer der Zeitung "Revista de España" und schließlich 1898 von "El Español".
Seine politische Laufbahn begann er am 4. April 1886 mit der erstmaligen Wahl zum Abgeordneten des Parlaments (Congreso de los Diputados). Dort war er als Mitglied der von Práxedes Mateo Sagasta gegründeten Liberalen Partei (Partido Liberal) mit einer Unterbrechung von September 1927 bis Juni 1931 bis zum 19. November 1933 überwiegend Vertreter des Wahlkreises Córdoba sowie zeitweise von Madrid. 1902 trat er jedoch zusammen mit Antonio Maura der 1876 von Antonio Cánovas del Castillo gegründeten Liberal-Konservativen Partei (Partido Liberal Conservador) bei und war fortan deren Vertreter im Deputiertenkongress.

### Minister
Im Juli 1903 wurde er erstmals Gouverneur der Bank von Spanien (Banco de España) und übte dieses Amt bis zu seinem Rücktritt Anfang Dezember 1903 aus. Anschließend wurde er am 5. Dezember 1903 von Maura Montaner als Innenminister (Ministro de Gobernación) auch in dessen erste Regierung berufen, nachdem er zuvor im August 1893 einmal für 17 Tage amtierender Kolonialminister (Ministro de Ultramar) während der Abwesenheit des Amtsinhabers war. Dem Kabinett von Maura Montaner gehörte bis zum 5. Dezember 1904 an.
Von Januar 1907 bis September 1908 war er wiederum Gouverneur der Bank von Spanien, ehe ihn Maura am 14. September 1908 im Rahmen einer Regierungsumbildung zum Entwicklungsminister (Ministro de Fomento) in dessen zweitem Kabinett ernannte. Als solcher war er bis zum Ende von Mauras Amtszeit am 21. Oktober 1909 im Amt. In den Kabinetten von Eduardo Dato Iradier war er während des Ersten Weltkrieges vom 27. Oktober 1913 bis zum 9. Dezember 1915 sowie vom 11. Juni bis zum 3. November 1917 wiederum Innenminister.

### Parlaments- und Ministerpräsident
Nach dem Ersten Weltkrieg war er vom 28. Juli 1919 bis 2. Oktober 1920 erstmals Präsident des Deputiertenkongresses. Bereits am 5. Januar 1921 wurde er zunächst amtierender Präsident und danach vom 22. Februar 1921 bis zum 14. März 1922 wiederum Präsident des Parlaments.
Als Nachfolger von Maura wurde er am 8. März 1922, genau ein Jahr nach der Ermordung Dato Iradiers, schließlich selbst Ministerpräsident Spaniens (Presidente del Gobierno) und bildete eine bis zum 7. Dezember 1922 amtierende Regierung, in der er vom 15. Juli bis zum Ende seiner Amtszeit auch das Amt des amtierenden Kriegsministers (Ministro de Guerra) übernahm.
Seiner Regierung gehörten neben Anhängern von Maura und Konservativen auch Vertreter der Katalanischen Liga (Lliga Catalana) ein. Während seiner Amtszeit versuchte er die Unruhen in Barcelona durch die Absetzung des Zivilgouverneurs Severiano Martínez Anido zu beenden, der zuvor durch eine Politik der Unterdrückung der Anarchisten und der Bevorzugung bewaffneter Zivileinheiten (Pistolerismo) herrschte und somit zu einem Konflikt im sozialen Frieden beitrug. Letztlich trug jedoch die Diskussion über die Untersuchung der Schlacht von Annual, dem so genannten Desastre de Annual, durch die nach dem Untersuchungsoffizier, Generalmajor Juan Picasso González, benannten Picassoakten zum Rücktritt seiner Regierung.
Während der zwischen September 1923 und Januar 1930 dauernden Militärdiktatur gehörte er zu den führenden Oppositionspolitikern und musste wegen seiner entschiedenen Kritik an Diktator Miguel Primo de Rivera 1927 ins Exil nach Frankreich gehen und konnte somit nicht zur Parlamentswahl am 12. September 1927 nicht kandidieren. Nach seiner Rückkehr nach Spanien war er am 29. Januar 1929 in Valencia Anführer einer völlig erfolglosen Militärrevolte gegen den Diktator. Nachdem sein anschließender Fluchtversuch gescheitert war, wurde er in Haft genommen und erst im November 1927 durch Gerichtsbeschluss begnadigt. Gleichwohl führte seine herausragende Haltung zur Einhaltung der Verfassungswerte zum Prestigeverlust von Diktator Primo de Rivera, aber auch der Monarchie, die das Aufkommen des Diktators ermöglichte.
Trotz seiner kritischen Haltung gegenüber König Alfons XIII. nahm er nach dem Rücktritt der Regierung von Dámaso Berenguer Fusté am 18. Februar 1931 den königlichen Auftrag zur Bildung einer Regierung an und führte dazu Gespräche mit dem Republikanischen Komitee (Comité Republicano) im Gefängnis von Madrid (Cárcel Modelo de Madrid). Aufgrund seiner angegriffenen Gesundheit gab er jedoch den Auftrag zur Bildung einer Regierung zurück, so dass die letzte Regierung unter der Herrschaft von König Alfons XIII. noch am 18. Februar 1931 durch Juan Bautista Aznar Cabañas gebildet wurde. Bei der Parlamentswahl am 28. Juni 1931 wurde er letztmals als Vertreter der Konservativen Fraktion zum Abgeordneten des Deputiertenkongresses bis zum 19. November 1933 gewählt, zog sich aber weitgehend aus dem politischen Leben zurück.

### Ehrenämter, Veröffentlichungen und Familie
Für seine Verdienste wurde er am 12. April 1921 als Nachfolger des ermordeten Dato Iradier zum Mitglied der Real Academia de Ciencias Morales y Políticas, wo er bis zu seinem Tod den Sessel (Sillón) 2 einnahm, auf dem zuvor neben Dato Iradier mit Lorenzo Arrazola García und Antonio Cánovas del Castillo bereits zwei weitere Ministerpräsidenten saßen. Seine Antrittsrede vor der Akademie hielt er am 3. Juni 1923 zum Thema "La crisis del régimen parlamentario en España: La opinión y los partidos" (Die Krise des parlamentarischen Systems in Spanien: Die Meinungen und die Parteien).
Neben seinen journalistischen Artikeln gab er 1930 unter anderem das Minfest "Al servicio de España. Un manifiesto y un discurso" heraus.
Sein Sohn Rafael Sánchez-Guerra (1897–1964) war von April 1923 bis September 1927 Abgeordneter des Deputiertenkongresses und während des Bürgerkrieges von 1935 bis 1939 Präsident von Real Madrid.